# Peyrabout
Peyrabout település Franciaországban, Creuse megyében. Lakosainak száma 151 fő (2022. január 1.). Peyrabout Lépinas, Maisonnisses, Sardent, La Saunière, Savennes, Sainte-Feyre és Saint-Yrieix-les-Bois községekkel határos.

## Népesség
A település népességének változása:
| Lakosok száma | 111  | 171  | 162  | 139  | 138  | 147  | 153  | 156  | 155  | 151  |
|               | 1968 | 1982 | 1990 | 2006 | 2013 | 2015 | 2017 | 2019 | 2020 | 2022 |